# Henry H. Schwartz
Henry H. Schwartz (Fort Recovery, 1869. május 18. – Casper, 1955. április 24.) az Amerikai Egyesült Államok szenátora (Wyoming, 1937–1943).